# Eugene Wang
Eugene Wang, född Wang Zhen den 13 november 1985 i Shijiazhuang, Kina, är en kanadensisk bordtennisspelare.
Wang tävlade för Kanada vid olympiska sommarspelen 2012 London, där han var en del av Kanadas lag som blev utslagna i första omgången i lagtävlingen. Wang förlorade sin match mot japanska Koki Niwa med 3–0 i set.
Vid olympiska sommarspelen 2016 Rio de Janeiro tog sig Wang till den tredje omgången i herrsingeln. Han vann mot Jorge Campos i första omgången och mot Ahmet Li andra omgången, men blev i den tredje omgången utslagen av Wong Chun Ting.